# Numero di Dottie

Il numero di Dottie è l'unico punto fisso reale della funzione coseno

In matematica, il numero di Dottie è una costante che è l'unica radice reale dell'equazione
{\displaystyle \cos x=x,}
dove l'argomento del coseno è in radianti. L'espansione decimale del numero di Dottie è {\displaystyle 0,739085\ldots }.
Essendo {\displaystyle \cos(x)-x} strettamente decrescente, attraversa lo zero solo in un punto. Ciò implica che l'equazione {\displaystyle \cos(x)=x} ha una sola soluzione reale. È l'unico punto fisso reale della funzione coseno ed è un esempio non banale di punto fisso di attrazione universale. È anche un numero trascendente a causa del teorema di Lindemann-Weierstrass. Il caso generalizzato {\displaystyle \cos z=z} per una variabile complessa {\displaystyle z} ha infinite radici, ma a differenza del numero di Dottie, non attraggono punti fissi.
Usando la serie di Taylor dell'inverso di {\displaystyle f(x)=\cos x-x} in {\textstyle {\frac {\pi }{2}}} (o equivalentemente, il teorema di inversione di Lagrange), il numero di Dottie può essere espresso come la serie infinita {\textstyle {\frac {\pi }{2}}+\sum _{n\,{\text{dispari}}}a_{n}\pi ^{n}} dove ciascun {\displaystyle a_{n}} è un numero razionale definito per {\displaystyle n} dispari come
{\displaystyle a_{n}={\frac {1}{n!2^{n}}}\lim _{x\to {\frac {\pi }{2}}}{\frac {\partial ^{n-1}}{\partial x^{n-1}}}{\left({\frac {\cos x}{x-\pi /2}}-1\right)^{-n}},}
i cui primi valori sono:
{\displaystyle a_{1}=-{\frac {1}{4}};}
{\displaystyle a_{3}=-{\frac {1}{768}};}
{\displaystyle a_{5}=-{\frac {1}{61440}};}
{\displaystyle a_{7}=-{\frac {43}{165150720}}.}
Samuel Kaplan riferisce che il nome deriva da una professoressa di francese che aveva notato il numero ottenuto premendo ripetutamente il pulsante del coseno sulla sua calcolatrice.